# Balanococcus boratynskii
Balanococcus boratynskii är en insektsart som beskrevs av Williams 1962. Balanococcus boratynskii ingår i släktet Balanococcus och familjen ullsköldlöss. Arten är reproducerande i Sverige. Inga underarter finns listade i Catalogue of Life.